# Řetězec symbolů
Řetězec je v teorii formálních jazyků, jedné z oblastí teoretické informatiky, konečná posloupnost symbolů určité abecedy.
Místo termínu řetězec se často používá neformální označení slovo, případně věta. Věta se používá zpravidla při syntaktické analýze, ve které se pracuje s lexikálními symboly, které jsou samy složené z elementárních symbolů.
Speciálním případem je prázdný řetězec (prázdné slovo), což je posloupnost symbolů nulové délky.
Obvykle se označuje ε, e nebo λ.
Souvislá část slova je podřetězec (podslovo).